# Ben Healy
Ben Healy (* 11. září 2000) je irský profesionální silniční cyklista jezdící za UCI WorldTeam EF Education–EasyPost.

## Kariéra
V kategorii do 23 let vyhrál Healy etapy na Tour de l'Avenir a Giro Ciclistico d'Italia. V průběhu klasikářské sezóny 2023 získal Healy několik významných výsledků, jmenovitě vítězství na GP Industria & Artigianato, druhé příčky na Brabantském šípu a Amstel Gold Race, na němž ho porazil pouze Tadej Pogačar, a čtvrté místo na Lutych–Bastogne–Lutych. V květnu téhož roku se Healy zúčastnil Gira d'Italia. V osmé etapě se dostal úniku, z něhož 50 km před cílem zaútočil. Na jeho nástup nikdo nezareagoval a Healy si tak sólo dojel pro etapové vítězství.

## Osobní život
Healy se narodil v Anglii a má irské předky z otcovy strany. Jako teenager se rozhodl reprezentovat Irsko.

## Hlavní výsledky
2017
Bizkaiko Itzulia
 celkový vítěz
vítěz 4. etapy
Junior Tour of Wales
2. místo celkově
 vítěz soutěže mladých jezdců
Giro di Basilicata
3. místo celkově
 vítěz vrchařské soutěže
 vítěz soutěže mladých jezdců
Ronde des Vallées
4. místo celkově
 vítěz soutěže mladých jezdců
10. místo La Philippe Gilbert Juniors
2018
Národní šampionát
 vítěz časovky juniorů
2. místo silniční závod juniorů
Junior Tour of Mendips
5. místo celkově
vítěz prologu
Ronde des Vallées
5. místo celkově
Driedaagse van Axel
7. místo celkově
vítěz 3. etapy
8. místo Junior CiCLE Classic
9. místo Guido Reybrouck Classic
Bizkaiko Itzulia
10. místo celkově
2019
Tour de l'Avenir
vítěz 5. etapy
Národní šampionát
2. místo časovka do 23 let
2020
Národní šampionát
 vítěz silničního závodu
 vítěz časovky do 23 let
Ronde de l'Isard
vítěz 4. etapy
2021
Giro Ciclistico d'Italia
vítěz 10. etapy
Národní šampionát
4. místo časovka
2022
Národní šampionát
 vítěz časovky
3. místo silniční závod
Mistrovství Evropy
6. místo časovka
2023
Národní šampionát
 vítěz silničního závodu
2. místo časovka
vítěz GP Industria & Artigianato
Giro d'Italia
vítěz 8. etapy
lídr  po etapách 16 – 17
 cena bojovnosti po etapách 8 a 15
2. místo Amstel Gold Race
2. místo Brabantský šíp
2. místo Prueba Villafranca de Ordizia
Settimana Internazionale di Coppi e Bartali
3. místo celkově
 vítěz soutěže mladých jezdců
vítěz 3. etapy
Tour de Luxembourg
3. místo celkově
vítěz 3. etapy
3. místo Trofeo Calvià
4. místo Lutych–Bastogne–Lutych
Région Pays de la Loire Tour
5. místo celkově
 vítěz soutěže mladých jezdců
2024
Étoile de Bessèges
4. místo celkově
Kolem Slovinska
7. místo celkově
vítěz 5. etapy
4. místo Volta ao Algarve
2025
4. místo Strade Bianche
10. místo Amstel Gold Race
3. místo Lutych–Bastogne–Lutych
5. místo Valonský šíp
Kolem Baskicka
vítěz 5. etapy
Tour de France
vítěz 6. etapy

### Výsledky na Grand Tours
| Grand Tour      | 2023 | 2024 | 2025 |
| --------------- | ---- | ---- | ---- |
| Giro d'Italia   | 55   | —    |      |
| Tour de France  | —    | 27   |      |
| Vuelta a España | —    | —    |      |

### Výsledky na klasikách
| Monument                        | 2022 | 2023 | 2024 | 2025 |
| ------------------------------- | ---- | ---- | ---- | ---- |
| Milán – San Remo                | —    | —    | —    | —    |
| Kolem Flander                   | —    | —    | —    | —    |
| Paříž–Roubaix                   | —    | —    | —    | —    |
| Lutych–Bastogne–Lutych          | DNF  | 4    | 27   | 3    |
| Giro di Lombardia               | —    | 30   | 49   |      |
| Klasika                         | 2022 | 2023 | 2024 | 2025 |
| Strade Bianche                  | DNF  | —    | 12   | 4    |
| Brabantský šíp                  | 37   | 2    | —    | —    |
| Amstel Gold Race                | —    | 2    | 45   | 10   |
| Valonský šíp                    | 130  | 32   | 34   | 5    |
| Clásica de San Sebastián        | —    | 45   | —    |      |
| Grand Prix Cycliste de Québec   | —    | 84   | DNF  |      |
| Grand Prix Cycliste de Montréal | —    | 25   | 22   |      |

| —   | Nezúčastnil se |
| DNF | Nedokončil     |